# 巴列德尔萨拉维
巴列德尔萨拉维，是西班牙安达卢西亚自治区格拉纳达省的一个市镇。总面积109平方公里，总人口2366人（2001年），人口密度22人/平方公里。